# آسوکا هینوی
آسوکا هینوی (انگلیسی: Asuka Hinoi؛ زادهٔ ۸ ژانویهٔ ۱۹۹۱) خوانندگی، بازیگر اهل ژاپن است.